# 楊綰
楊綰（？—770年代），字公權，唐代華州華陰人，唐朝官员。

## 生平
史书未记载他的生年，祖父杨温玉，在武则天时期为显官。其父楊侃是開元年間的醴泉县县令。幼年喪父，家境貧寒。755年，安史之亂爆發，拜起居舍人、知制诰。历司勋员外郎，职方郎中。唐肅宗時，升中書舍人，兼修国史，迁礼部侍郎，为太常卿，充礼仪使。大歷十二年（777年）元載伏誅，任中书侍郎、同中书门下平章事、集贤殿崇文馆大学士，兼修国史。楊綰患有不治之症，到延英殿议政，必須有人搀扶。不久卒。追封为司徒。
楊綰生性節約，從不過問生計，俸祿全分給親戚好友。崔寬與郭子儀都對他十分敬畏，時比之楊震、邴吉、山濤、謝安之儔。
子杨弘微，兼監察御史。

## 延伸阅读
[在维基数据编辑]
 在维基文库阅读此作者作品
 《舊唐書/卷119》，出自刘昫《舊唐書》
 《新唐書·卷142》，出自《新唐書》